# Surendra
Surendra is een geslacht van vlinders van de familie Lycaenidae, uit de onderfamilie Theclinae.

## Soorten
- S. amisena (Hewitson, 1862)
- S. biplagiata Butler, 1883
- S. discalis Moore, 1879
- S. florimel Doherty, 1879
- S. kalawara Ribbe, 1926
- S. latimargo Moore, 1879
- S. learmondi Tytler, 1940
- S. oligosema Röber, 1927
- S. quercetorum (Moore, 1857)
- S. stimula De Nicéville, 1895
- S. vivarna (Hewitson, 1862)